# Amerikadeutscher Bund

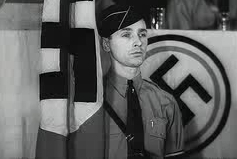
„Bund“-Veranstaltung (1938)

Der Amerikadeutsche Bund, auch Amerikadeutscher Volksbund oder German-American Bund, war eine nationalsozialistische Organisation in den USA vor Beginn des Zweiten Weltkrieges. Er ist nicht zu verwechseln mit dem bis heute existierenden Deutsch-Amerikanischen Verband (German American League).

## Entstehung und Struktur

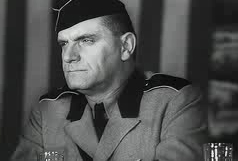
Bund-Führer Fritz Kuhn (1938)

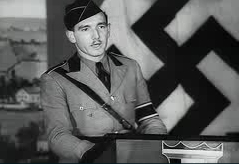
Propagandachef Gerhard Wilhelm Kunze (1938)

Der Amerikadeutsche Bund begann im Jahr 1933 als Friends of New Germany unter Heinz Spanknöbel in Chicago, einem Zusammenschluss der Free Society of Teutonia und der National Socialist Party, die beide seit den 1920er Jahren aktiv waren. Hinzu kam die Swastika League. Nach der Machtergreifung der Nationalsozialisten in Deutschland 1933 wuchs die Organisation rapide. 1936 benannte sie sich als Folge von Untersuchungen des „Komitees zur Untersuchung unamerikanischer Umtriebe“ in „Amerikadeutscher Bund“ um, wählte Fritz Julius Kuhn zum „Bundesführer“ und erklärte sich als „100 % amerikanisch“.
Der Amerikadeutsche Bund teilte die USA in drei geographische Distrikte, die er Gaue nannte. Los Angeles war das Hauptquartier des „Western Gau“, der nach FBI-Schätzungen auf dem Höhepunkt etwa 6600 Mitglieder hatte, davon 500 in der Stadt selbst. Im Deutschen Haus im Zentrum von Los Angeles steuerte „Gauleiter“ Hermann Schwinn die Aktionen, Finanzsekretär war Arno Risse. Die anderen Zentren waren „Mid West“ in Milwaukee unter George Frobose, und die Zentrale in New York City mit „Gauleiter“ Rudolf Markmann.

Sowilo-Rune als Siegrune auf Flagge der Jugendorganisation

Eine „German-American Youth“ mit Jungenschaft und „Mädchenschaft“ bestand nach dem Vorbild von Hitler-Jugend und BDM. Ihre Führer reisten auch zwecks Schulung nach Deutschland. Das Motto der „Frauenschaft Division“ war “Speak, sing, think, buy, act German!” („Sprich, singe, denke, kaufe, handle deutsch!“).

## Ziele
Der Amerikadeutsche Bund bekannte sich zur Verfassung, der Fahne, und „einem von weißen Nichtjuden gelenkten, wahrhaft freien Amerika“. Er verfolgte mehrere Ziele: Darunter den Kampf gegen den von Samuel Untermyer initiierten, jüdischen Warenboykott NS-Deutschlands, die Bildung einer Urzelle für eine neue US-Armee im Kampf gegen den Kommunismus und die Übernahme von den Teilen der NS-Wirtschaft, die man zur Wiederherstellung nach der Weltwirtschaftskrise für sinnvoll hielt. Der Bund war nach dem Führerprinzip unter dem „Bundesführer“ als „historischer Persönlichkeit“ organisiert. Nach der Blut-und-Boden-Ideologie galten alle Deutschamerikaner, die man „Deutsche in Amerika“ nannte, als mit dem „Vaterland“ verbunden. Adaptiert wurden u. a. der Hitlergruß, Blut-und-Ehre-Gürtel sowie Hakenkreuz-Fahnen.

## Aktionen

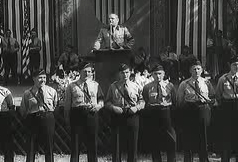
Kuhn bei einer „Bund“-Veranstaltung

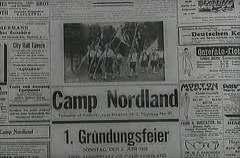
„Bund“-Veröffentlichung

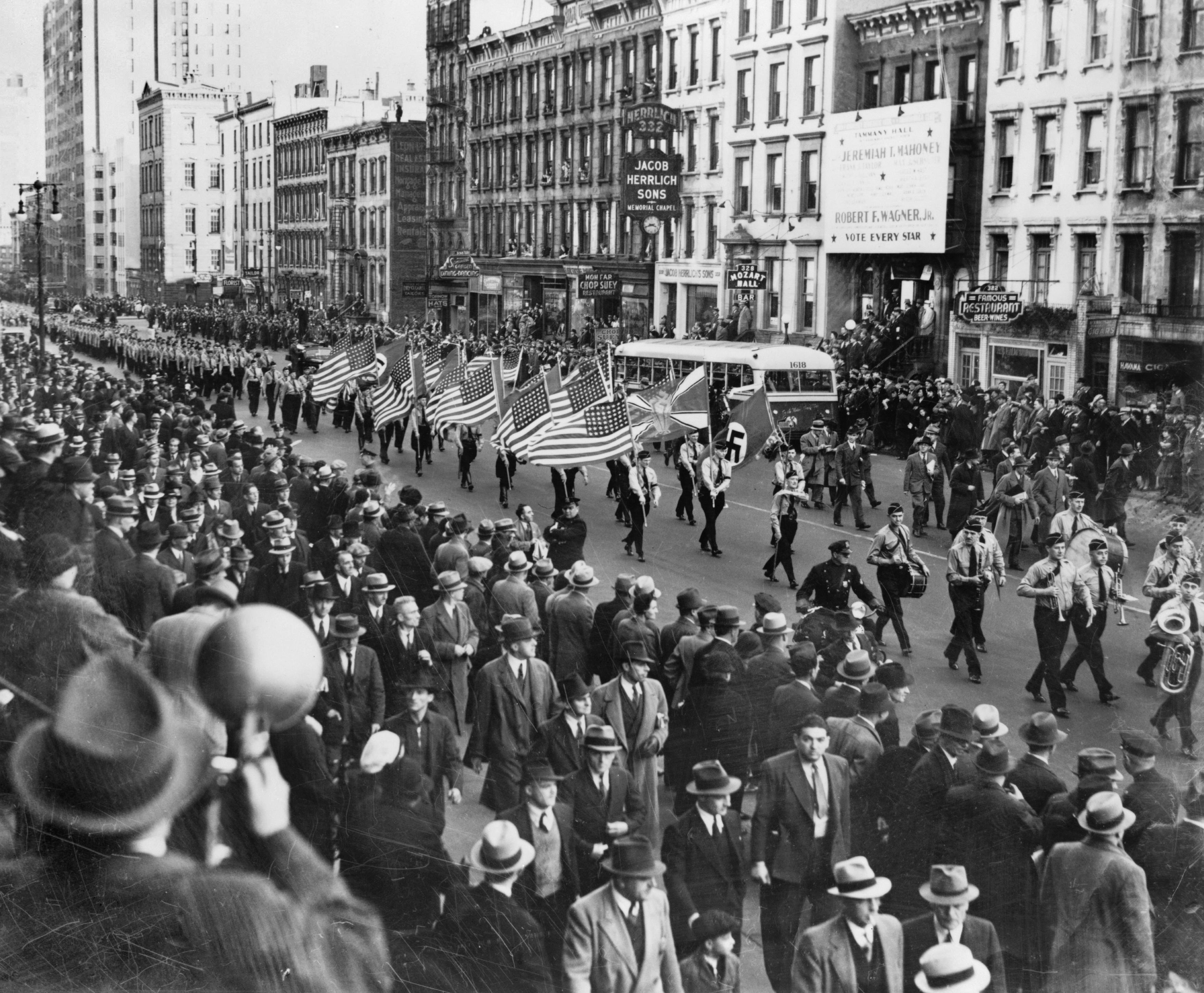
„Bund“-Demonstration in New York (1937)

Der Bund vertrieb Literatur, unterhielt die Zeitung Deutscher Weckruf und Beobachter unter Leitung des Bund-Pressewarts Walter Kappe, hielt öffentliche Versammlungen, Bierabende, Kaffeestunden und patriotische Feiern ab; so etwa im Deutschen Haus in Los Angeles und im Hindenburgpark im kalifornischen La Crescenta. Gefeiert wurde Hitlers Geburtstag, der Anschluss Österreichs 1938 und die „Befreiung“ des Sudetenlandes 1938. Dazu wurden Sprecher anderer faschistischer Organisationen wie der Silver Legion und der Militant Christian Patriots eingeladen, um ein größeres Publikum zu erreichen. Mit amerikanischen Schwarzhemden, ukrainischen Separatisten, russischen Monarchisten und dem Ku Klux Klan hielt man gemeinsame Treffen ab. Landesweit wurden im Sommer 27 Erholungsgebiete als Zeltlager eingerichtet, so „Camp Sutter“ im Hindenburgpark, „Camp Siegfried“ auf Long Island, „Deutschhorst“ in Pennsylvania, „Efdende North“ in Michigan, „Nordland“ in Andover und „Camp Bergwald“ in Riverdale, New Jersey, „Hindenburg“ in Wisconsin, „Windham“ im Bundesstaat New York, die allerdings vielfach angegriffen und später, je nach Bundesstaat, auch verboten wurden.

### Berlin-Besuch 1936
Die Hitlerregierung und deren US-Botschafter Hans Heinrich Dieckhoff hielten offiziell Distanz zum Amerikadeutschen Bund. 200 Bundisten reisten zu den Olympischen Sommerspielen 1936 nach Berlin und Fritz Julius Kuhn traf kurz Hitler, dem er ein goldenes Buch mit den Unterschriften von Spendern für das Winterhilfswerk des Deutschen Volkes überreichte. Bei einem weiteren Besuch 1938 in Berlin führte Kuhn angeblich längere Gespräche mit Göring und Goebbels, was sich aber als unwahr erwies. Auf Nachfrage des Botschafters Dieckhoff erklärte das Auswärtige Amt, Kuhn sei nur von der Volksdeutschen Mittelstelle empfangen worden, wo ihm erklärt wurde, dass die Reichsführung die Art, wie er den Bund führe, nicht billigen könnte. Das Auswärtige Amt kam zum Schluss, Kuhn sei wohl – wie schon in anderen Fällen – von der Wahrheit abgewichen, um seine Position bei seinen Anhängern zu stärken.

### Madison Square Garden 1939

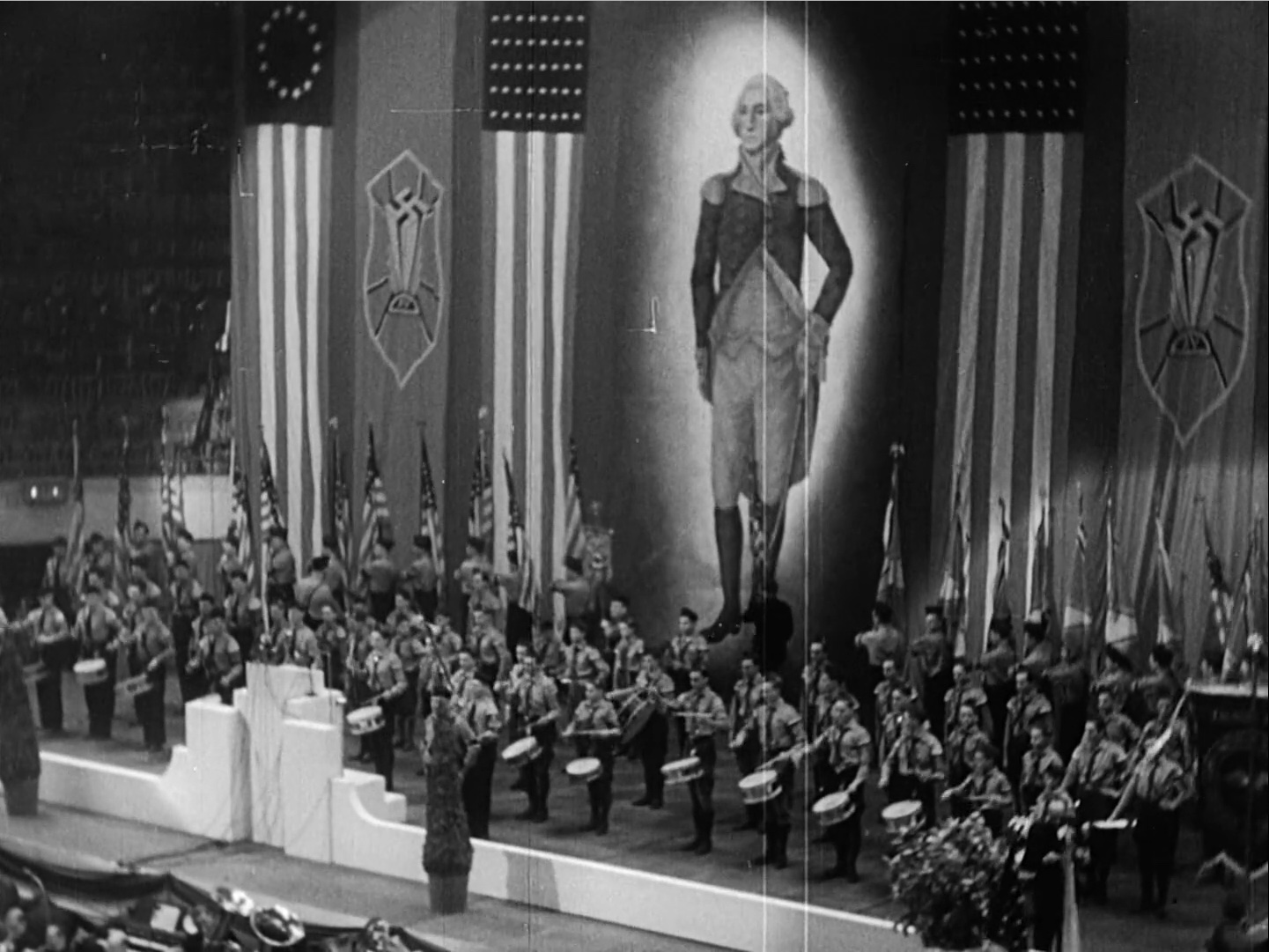
Madison Square Garden (1939)

Seinen Höhepunkt erreichte der Amerikadeutsche Bund am 20. Februar 1939 mit einer Massenkundgebung im New Yorker Madison Square Garden. Vor 22.000 begeisterten Zuhörern kritisierte Kuhn Präsident Franklin D. Roosevelt und nannte ihn wiederholt „Frank D. Rosenfeld“; dessen New Deal nannte er „Jew Deal“ und erklärte, dass in Amerika eine jüdisch-bolschewistische Konspiration stattfindet. Daraufhin stürmte ein zufällig anwesender jüdischer Zuhörer spontan auf die Bühne und rief „Nieder mit Hitler!“ aus.

## Niedergang
Im Jahr 1939 wurde Bund-Führer Fritz Kuhn wegen Unterschlagung von Geldern seiner Organisation und Steuerhinterziehung zu mehreren Jahren Haft verurteilt. Ihm folgten für jeweils kurze Zeit mehrere neue Bund-Führer. Die Organisation löste sich in der Folgezeit auf.

## Medien des Amerikadeutschen Bundes
- Literatur:
  - Amerikadeutscher Volksbund (Zeitung)
  - Deutscher Weckruf mit Regionalausgaben in New York, Philadelphia, Chicago und Los Angeles; dort als California Weckruf ab dem 1. Januar 1936
  - Matilde B. Schley: Deutschamerika. Westside Printing, Milwaukee 1935.
  - Malcom Letts: Nazi Germany: „I Lived with the Brown Shirts.“ Los Angeles, Oktober 1933.
- 16-mm-Filme über die Sommer-Camps Camp Bergwald, Federal Hill und Riverdale[6]